# Dryaderces
Dryaderces is een geslacht van kikkers uit de familie boomkikkers (Hylidae). De groep werd voor het eerst wetenschappelijk beschreven in 2013 door de groep van biologen Karl-Heinz Jungfer, Julián Faivovich, José Manuel Padial, Santiago Castroviejo-Fisher, Mariana M. Lyra, Bianca von Müller Berneck, Patricia P. Iglesias, Philippe J. R. Kok, Ross Douglas MacCulloch, Miguel Trefaut Urbano Rodrigues, Vanessa Kruth Verdade, Claudia Priscilla Torres-Gastello, Juan Carlos Chaparro, Paula Hanna Valdujo, Steffen Reichle, Jiří Moravec, Václav Gvoždík, Luis Alberto Giuseppe Gagliardi Urrutia, Raffael Ernst, Ignacio J. De la Riva, Bruce Means, Albertina Pimentel Lima, Josefa Celsa Señaris, Ward C. Wheeler en Célio Fernando Baptista Haddad.
Er zijn twee soorten die voorkomen in delen van Zuid-Amerika en leven in de landen Bolivia, Brazilië en Peru. De verschillende soorten komen binnen het verspreidingsgebied algemeen voor.

## Soorten
- Dryaderces inframaculata
- Dryaderces pearsoni

Aparasphenodon · 
Argenteohyla · 
Corythomantis · 
Dryaderces · 
Itapotihyla · 
Nyctimantis · 
Osteocephalus · 
Osteopilus · 
Phyllodytes · 
Phytotriades · 
Tepuihyla · 
Trachycephalus